# Randia itatiaiae
Randia itatiaiae là một loài thực vật có hoa trong họ Thiến thảo. Loài này được Silva Neto & Ávila mô tả khoa học đầu tiên năm 2007.